# Dołgoje (rejon kurski)
Dołgoje (ros. Долгое) – wieś (ros. деревня, trb. dieriewnia) w zachodniej Rosji, centrum administracyjne sielsowietu klukwinskiego w rejonie kurskim (obwód kurski).

## Geografia
Miejscowość położona jest w dorzeczu Sejmu (lewy dopływ Desny), 7 km na wschód od centrum administracyjnego rejonu (Kursk), przy drodze federalnej R-298 (Kursk – Woroneż – R22 «Kaspij»; część europejskiej trasy E38).
We wsi znajdują się ulice: Bieriozowaja, Łazurnaja, Lipowaja, Ługowaja, Mirnaja, Nowaja, Radużnaja, Sadowaja, Swietłaja, Sołniecznaja, Tichaja (225 posesji).
Klimat
Miejscowość, jak i cały rejon, znajduje się w strefie klimatu kontynentalnego z łagodnym ciepłym latem i równomiernie rozłożonymi opadami rocznymi (Dfb w klasyfikacji klimatów Köppena).
|                            | Sty  | Lut  | Mar  | Kwi | Maj  | Cze  | Lip  | Sie  | Wrz  | Paź  | Lis  | Gru  |
| -------------------------- | ---- | ---- | ---- | --- | ---- | ---- | ---- | ---- | ---- | ---- | ---- | ---- |
| Najwyższe temperatury (°C) | -4,2 | -3,3 | 2,6  | 13  | 19,4 | 22,7 | 25,4 | 24,7 | 18,2 | 10,5 | 3,2  | -1,3 |
| Najniższe temperatury (°C) | -8,9 | -9   | -5,2 | 2,6 | 8,9  | 12,9 | 15,8 | 14,8 | 9,6  | 3,9  | -1,3 | -5,4 |
| Opady (mm)                 | 51   | 44   | 47   | 50  | 60   | 68   | 70   | 55   | 59   | 59   | 46   | 48   |
| Ilość dni z opadami        | 8    | 8    | 8    | 7   | 8    | 9    | 9    | 6    | 7    | 7    | 7    | 8    |

## Demografia
W 2010 r. wieś zamieszkiwało 437 osób.